# Takarazuka Revue

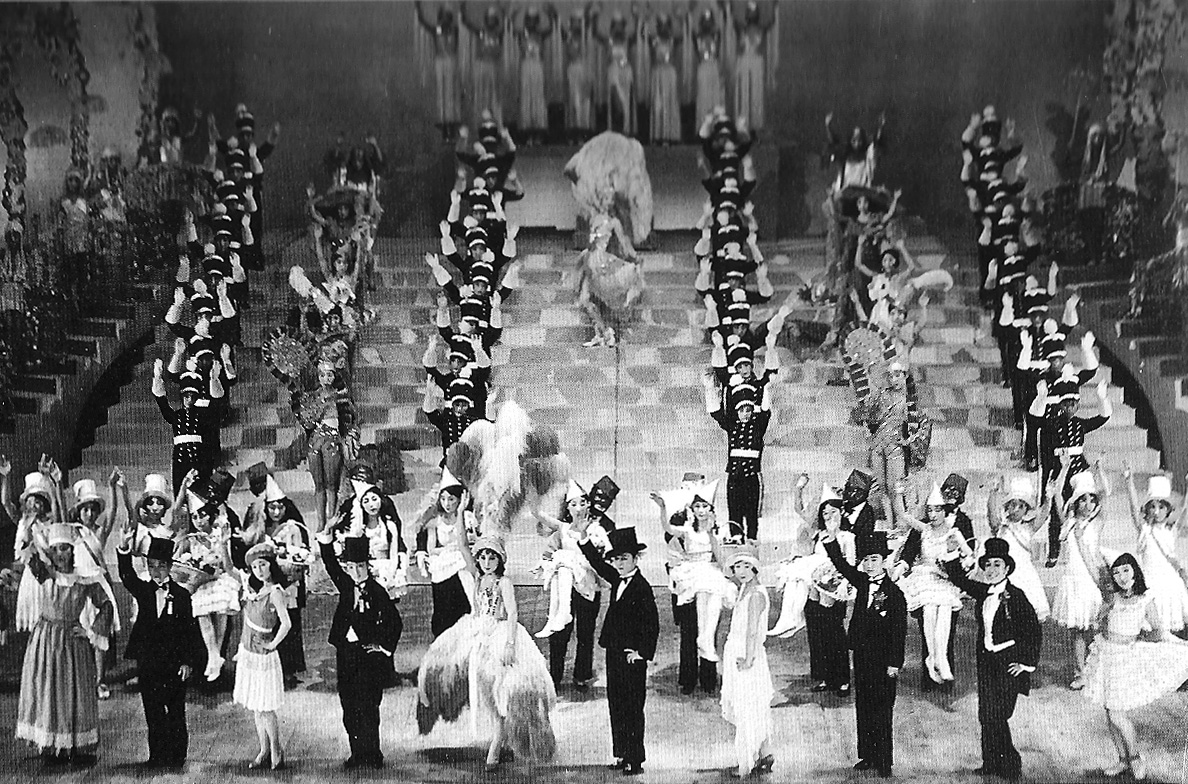
Parisette 1930

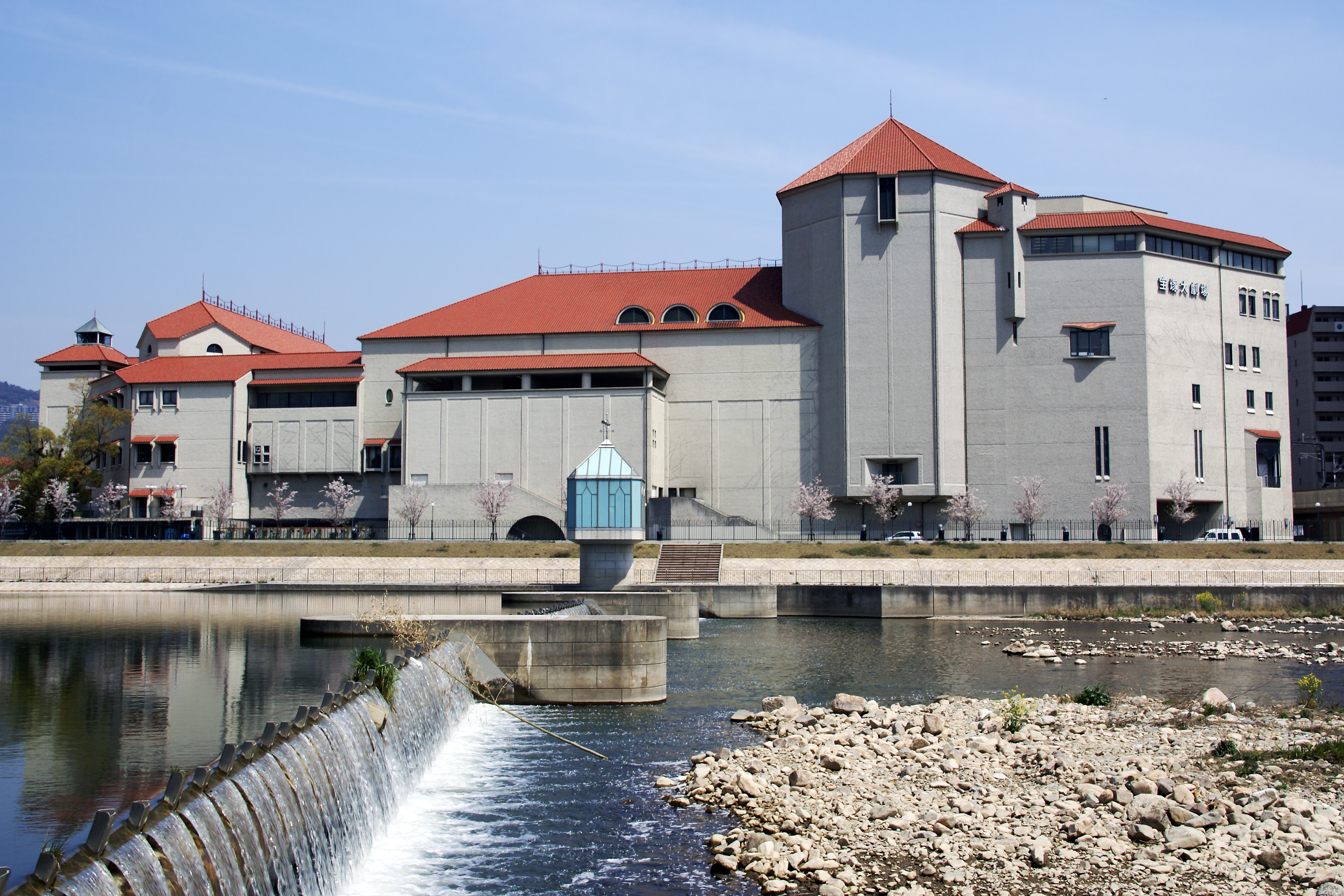
Takarazuka Grand Theater (Hyogo)

De Takarazuka Revue (宝塚歌劇団, Takarazuka Kagekidan) is een Japanse muzikale theatergroep te Takarazuka, Hyogo. Alle rollen worden door vrouwen gespeeld. Hun producties worden in Broadwaystijl opgevoerd en gaan van Westerse musicals tot shojo mangaverhalen en Japanse volksverhalen. De revue is een onderdeel van Hankyu spoorwegmaatschappij.

## Geschiedenis

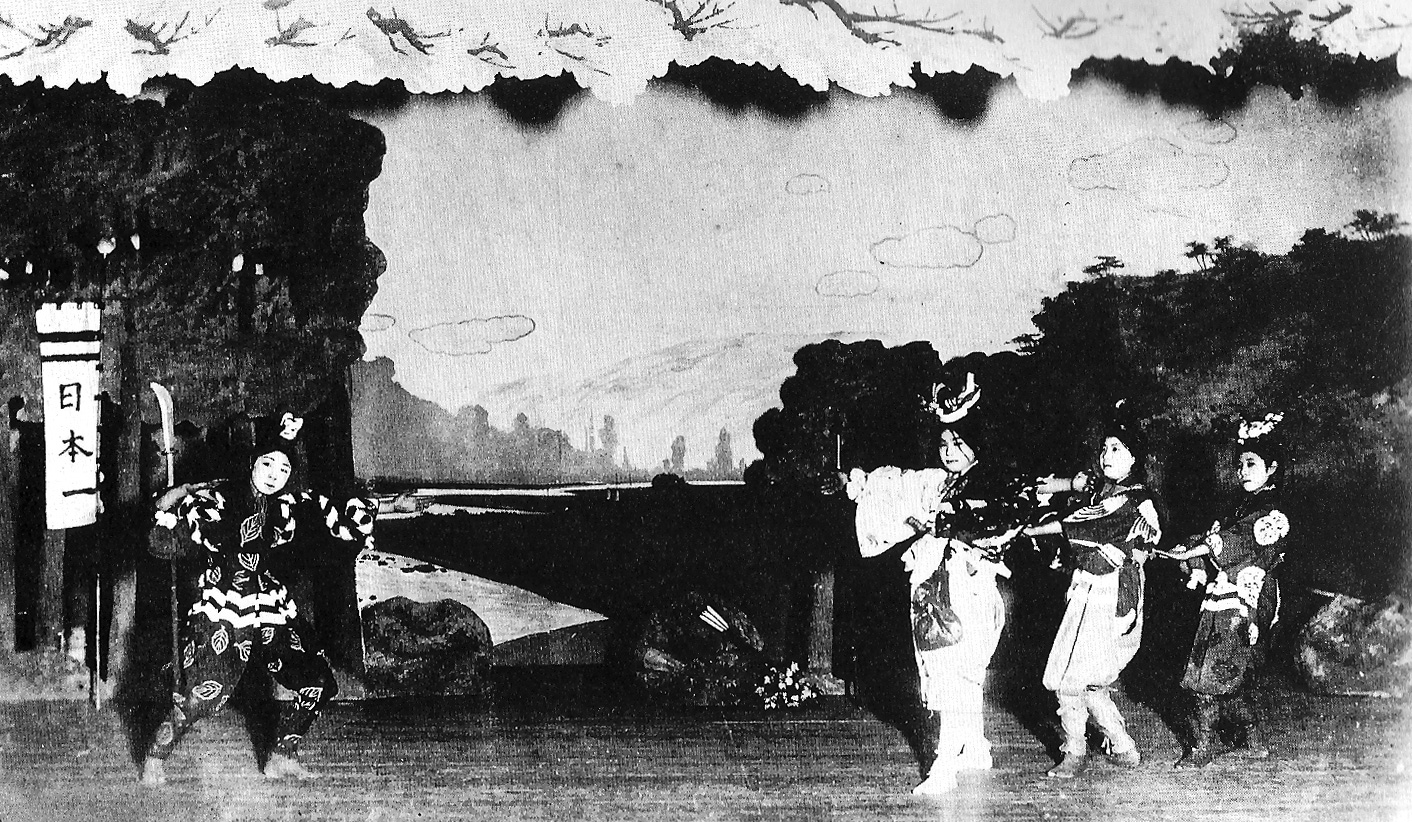
De eerste uitvoering van Donburako, 1914

De Takarazuka Revue werd opgericht door Ichizo Kobayashi, een industrialist en politicus die in 1913 Hankyu bezat. De stad Takarazuka was de terminus voor de Hankyu treinlijn die vanuit Osaka vertrok en was toen al een populaire toeristenstad vanwege diens warmwaterbronnen. Kobayashi geloofde dat de stad de ideale plek was voor een nieuwe attractie, in de hoop om zo meer treintickets te verkopen en de economie in Takarazuka te stimuleren. Kobayashi vond het klassieke kabuki theater ouderwets en elitair. Westerse shows waren echter in opmars in Japan. Hij besloot daarom een vrouwelijke theatergroep in Westerse stijl te stichten.
De eerste uitvoering van de revue vond plaats in 1914. Tien jaar later was het bedrijf zo populair dat het zijn eigen theater in Takarazuka bezat: de Dai Gekijo of Groot Theater. Vandaag bezit de revue nog een ander theater: het Takarazuka Theater in Tokio. De voorstellingen van het bedrijf trekken elk jaar zo'n 2.5 miljoen mensen aan, waarvan het merendeel vrouwen zijn.
Een deel van Takarazuka's populariteit is te danken aan het feit dat alle rollen worden gespeeld door vrouwen, zoals vroeger in Kabuki de gewoonte was alvorens vrouwen in 1629 uit het Japanse theater gebannen werden. Vrouwen die mannenrollen spelen, worden otokoyaku (男役, letterlijk "mannenrol") genoemd. Zij die vrouwenrollen spelen, zijn musumeyaku (娘役, letterlijk "dochterrol"). De kostuums, setontwerpen en belichting zijn extravagant en de uitvoeringen melodramatisch.
Elk jaar nemen duizenden Japanse vrouwen deel aan audities voor de theatergroep. 40 tot 50 studenten worden aangenomen en krijgen vervolgens les over muziek, dans en acteren. Deze studie duurt twee jaar en gaat door in de Takarazuka Muziekschool. De school staat bekend voor zijn strenge discipline en voor zijn traditie die stelt dat eerstejaarsstudenten elke ochtend de school moeten poetsen. Elke student krijgt een contract van zeven jaar.
Tijdens hun eerste jaar trainen alle vrouwen samen. Daarna worden ze opgedeeld als otokoyaku en musumeyaku. De otokoyaku knippen hun haren kort, nemen meer mannelijke rollen aan in de klas en nemen een mannelijk taalgebruik aan.
De revue bestaat uit vijf grote groepen: Bloem (花, hana), Maan (月, tsuki), Sneeuw (雪, yuki), Ster (星, hoshi) en Kosmos (宙, sora). Daarnaast zijn er ook de superieure leden: dames die niet langer deelnemen aan de gewone voorstellingen, maar die wel nog steeds geassocieerd worden met de revue en die af en toe nog optreden. Bloem en Maan zijn de oorspronkelijke groepen en werden in 1921 opgericht. Sneeuw volgde in 1924. Ster werd opgericht in 1931, stopgezet in 1939 en opnieuw opgericht in 1948. Kosmos uit 1998 is de nieuwste groep.

## Soorten musicals

### Bewerkingen van Westerse werken
Hoewel de meeste Takarazuka theaterstukken door de groep zelf worden geschreven, zijn ze vaak gebaseerd op Westerse klassieke musicals, opera's, theaterstukken, romans en films:

#### Romans
- Angelique van Anne Golon
- Alexander Pushkins De Dochter van de Kapitein (als Dark Brown Eyes) en Eugene Onegin
- Alexandre Dumas' De graaf van Monte-Cristo
- Anthony Hopes De gevangene van Zenda
- Antoine François Prévosts Manon Lescaut
- Charles Dickens' De Geschiedenis van Twee Steden en Grote verwachtingen
- Edith Whartons De jaren van onschuld
- Emily Brontë's Woeste hoogten
- Erich Maria Remarques Arc de Triomphe
- Ernest Hemingways Voor wie de klok luidt
- F. Scott Fitzgeralds De grote Gatsby en De Laatste Tycoon
- Fyodor Dostoyevsky's De gebroeders Karamazov
- Henry Fieldings Tom Jones
- Jane Austens Trots en Vooroordeel
- James Hiltons Random Harvest
- John Steinbecks Ten oosten van Eden
- Johnston McCulley's Zorro
- Leo Tolstoys Anna Karenina en Oorlog en vrede
- Margaret Mitchells Gejaagd door de wind
- Oscar Wildes Het portret van Dorian Gray
- Pierre Choderlos de Laclos' Riskante relaties (als Romanesque Mask)
- Prosper Mérimées Carmen (als Passion: Jose and Carmen)
- Stendhals Het rood en het zwart en De Kartuize van Parma (als Passionate Barcelona)
- Vicente Blasco Ibáñez' Blood and Sand

#### Films
- An Officer and a Gentleman
- Bonnie and Clyde
- Casablanca
- Dis-moi oui (als At the End of a Long Spring)
- Farewell My Concubine/The Phantom Lover (als Singing in the Moonlight)
- JFK
- Sabrina
- Somewhere in Time
- Ocean's 11

#### Opera's
- Aida (Als Song of the Kingdom)
- Der Rosenkavalier (als Love Sonata)
- Il trovatore (als A Kiss To The Flames)
- The Tales of Hoffmann
- Tristan und Isolde (als Elegy)
- Turandot (als Legend of the Phoenix: Calaf & Turandot)
- Véronique
- Andrea Chénier (als The Poem of Love and Revolution ~Andrea Chénier~)

- Madame Butterfly (als Concise Chocho-san, 1931)[5]

#### Musicals
- 1789: Les Amants de la Bastille
- The Apple Tree
- Can-Can
- Catch me if you can
- Cinderella
- Copacabana
- Elisabeth
- Ernest in Love (een bewerking van The Importance of Being Earnest)
- Flower Drum Song
- Grand Hotel
- Guys and Dolls
- How to Succeed in Business Without Really Trying
- Kean
- Kiss Me Kate
- La Légende du roi Arthur[6]
- Le Roi Soleil
- Me and My Girl
- Oklahoma!
- On a Clear Day You Can See Forever
- One Touch of Venus
- Phantom
- Roméo et Juliette, de la Haine à l'Amour
- Singin' in the Rain
- The Scarlet Pimpernel
- The Sound of Music
- West Side Story

#### Theaterstukken
- Shakespeare's Romeo and Juliet, Twelfth Night, Julius Caesar (Als Rome at Dawn), Much Ado About Nothing, The Winter's Tale en Hamlet
- John Fletcher en Shakespeare's The Two Noble Kinsmen
- Goethe's Faust

### Bewerkingen van Japanse werken

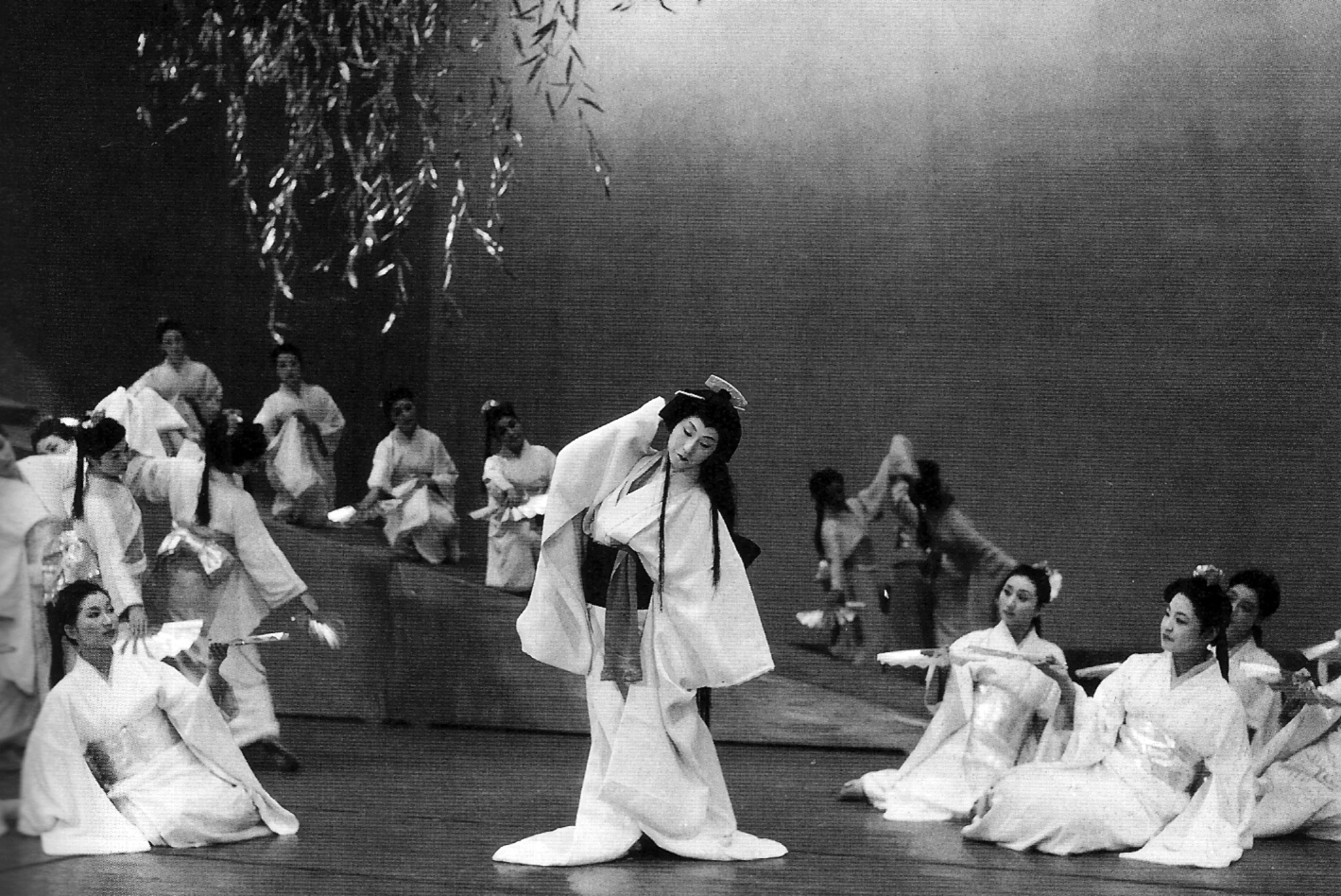
Four Fantasia 1951

Verhalen die hun basis kennen in Japan en die gebaseerd zijn op geschiedkundige of traditionele verhalen, worden nihonmono (日本物) of soms ook wamono (和物) genoemd. De meest bekende bewerking door Takarazuka in dit genre is Het verhaal van Genji (源氏物語, Genji Monogatari).
Takarazuka brengt soms ook populaire mangaverhalen ten tonele, zoals bijvoorbeeld Riyoko Ikeda's The Rose of Versailles. Andere verhalen zijn Orpheus no Mado (eveneens van Ikeda), Osamu Tezuka's Black Jack en Phoenix en Yasuko Aoike's El Halcón.
Recente voorbeelden van theaterstukken gebaseerd op Japanse romans of kortverhalen zijn onder meer Osaka Samurai (gebaseerd op een kortverhaal van Ryotaro Shiba, uitgevoerd door de Maan groep) en Black Lizard (gebaseerd op een verhaal van Edogawa Ranpo, uitgevoerd door de Bloem groep).
In 2009 bracht de revue twee shows ten tonele gebaseerd op Capcom's computerspelreeks Phoenix Wright. In juni 2013 volgde een tweede Capcop adaptatie met Sengoku Basara.

### Bewerkingen van andere Aziatische werken

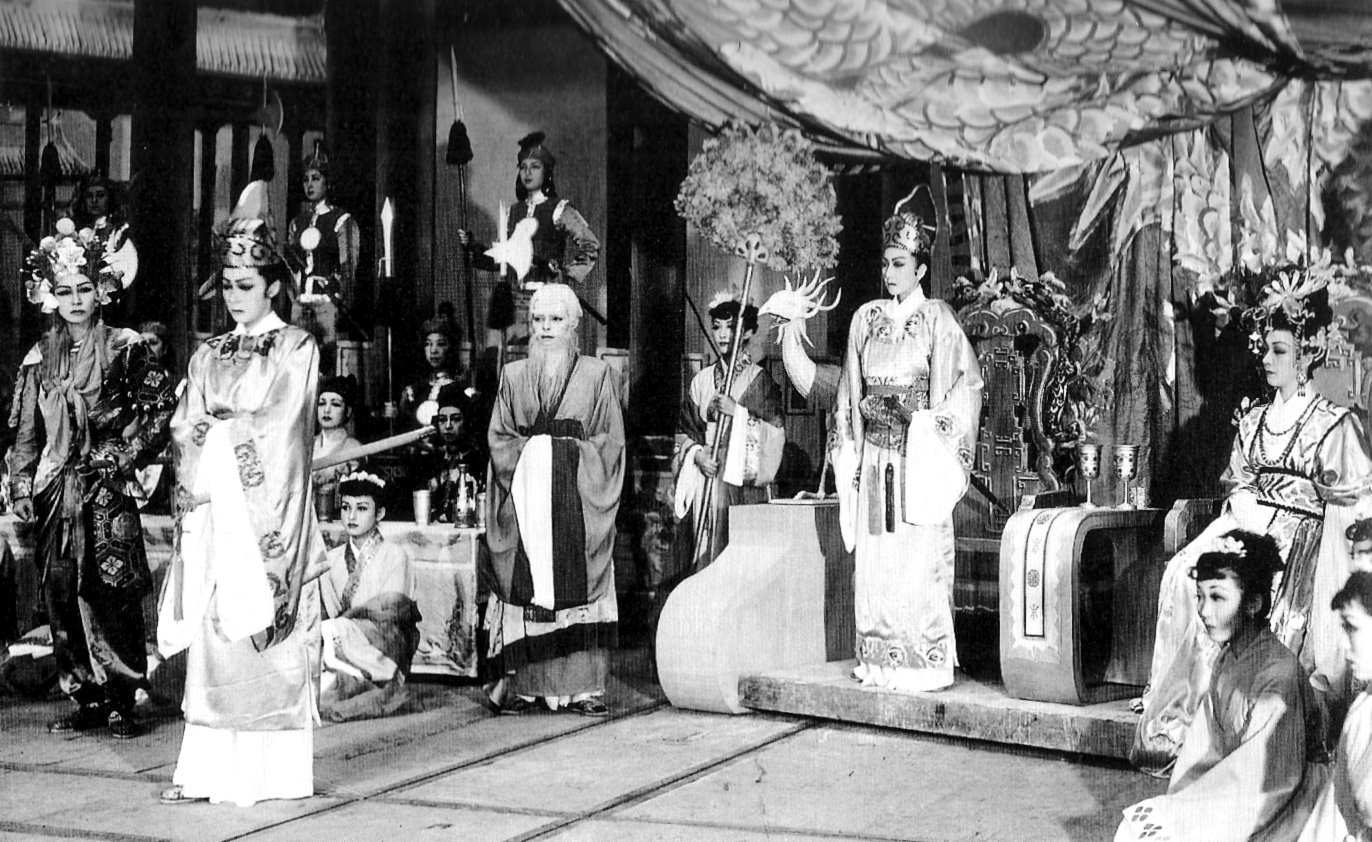
Gubijin (Xiang Yu en Han Gaozu) 1951

De revue verwerkt ook af en toe werken van andere Aziatische bronnen. Een voorbeeld is de Beijing opera Farewell My Concubine. Het verhaal gaat over de generaal Xiang Yu en diens geliefde Madame Yu.

### Eigen verhalen en geschiedkundige bewerkingen
Doorheen de jaren bracht de revue ook musicals gebaseerd op mensen en gebeurtenissen in de Amerikaanse, Europese en Aziatische geschiedenis. Enkele voorbeelden zijn Last Party: S. Fitzgerald's Last Day (over F. Scott Fitzgerald), Valentino (over Rudolph Valentino), Dean (over James Dean) en Saint-Exupéry -The Pilot Who Became "The Little Prince"- (over Antoine de Saint-Exupéry).
Takarazuka brengt soms ook eigen verhalen, zoals bijvoorbeeld de musicals Boxman (Kosmos groep), Too Short a Time to Fall in Love (Ster en Maan groepen) en Silver Wolf (Maan en Sneeuw groepen).

### Samenwerkingen
De revue werkt soms samen met bekende schrijvers, componisten en choreografen om unieke stukken te creëren voor de groep. In 1993 schreef, regisseerde en choreografeerde Tommy Tune de revue Broadway Boys voor de musical Grand Hotel van de Maan groep. In 2006 werkte Takarazuka samen met Frank Wildhorn voor Never Say Goodbye voor de Kosmos groep.

## Invloeden
De Takarazuka revue heeft een grote invloed uitgeoefend op de geschiedenis van anime en manga, voornamelijk de shojo manga.
Osamu Tezuka groeide op in de stad Takarazuka. Zijn moeder kende verschillende Takarazuka actrices. Als kind kende Tezuka hen hierdoor ook, en zag hij veel van hun voorstellingen. Hun verhalen over nobele prinsen die door vrouwen gespeeld werden, inspireerde Tezuka om de manga Princess Knight te tekenen. Dit was de eerste manga gericht op een vrouwelijk publiek. Het verhaal gaat over Prinses Saffier, een meisje dat geboren werd met zowel een mannelijk als een vrouwelijk hart. Het succes van deze manga inspireerde het shojo genre (meisjesmanga). Zo ontlenen de manga The Rose of Versailles (Riyoko Ikeda) en Revolutionary Girl Utena (Chiho Saito) bijvoorbeeld thema's, ontwerpen en namen uit Princess Knight. The Rose of Versailles werd later zelf ten tonele gebracht door de Takarazuka revue en werd een van hun best gekende musicals. Vrouwen in mannenrollen blijven een centrale rol spelen in shojo manga.
Naast Tezuka zijn er nog heel wat andere anime, manga en computerspellen die hun inspiratie kennen bij de Takarazuka revue, zoals bijvoorbeeld het computerspel Sakura Wars
De Zuka Club in Ouran High School Host Club is gebaseerd op de Takarazuka Revue. De personages Sailor Uranus en Michiru Kaioh uit Sailor Moon zijn losjes gebaseerd op Takarazuka acteurs.
The Virgin's Mask van Juro Kara, een belangrijk na-oorlogs theaterstuk, gaat over een ouder wordende Zuka-girl die probeert opnieuw jeugdig te worden door te baden in de tranen van maagden.

### Takarazuka en homoseksualiteit in de Japanse maatschappij
De vroege Takarazuka revue kende enkele schandalen rond lesbische activiteiten. Dit kwam enerzijds doordat vrouwelijke fans liefdesbrieven stuurden naar de otokoyaku, en anderzijds door de onthulling van de lesbische relatie tussen een otokoyaku en een musumeyaku. De revue zette zich in om zich van dit imago af te zetten. In 1932 volgde nog een schandaal toen een otokoyaku haar haren kort knipte (dit was toen nog geen traditie; haren werden verborgen onder hoeden tijdens voorstellingen). In 1940 werd het de actrices verboden om brieven van fans te benatwoorden en om te gaan met hun bewonderaars.